# Dulowo

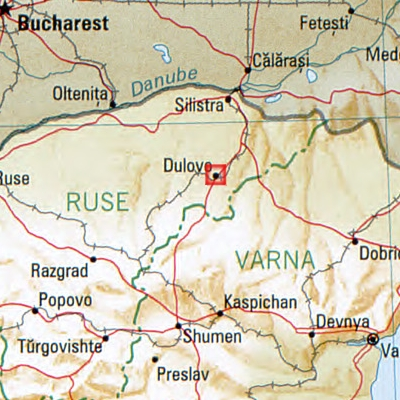
Dulowo (rotes Viereck) – Bulgarien; Nachbarorte: Silistra, Rasgrad, Schumen, Kaspitschan, Dewnja, Targowischte, Popowo, Preslaw

Dulowo (bulg.: Дулово, rumänisch: Accadânalar, türkisch: Akkadınlar) ist eine Stadt in Nordostbulgarien, in der Oblast Silistra. Die Stadt ist nach Silistra und Tutrakan die drittgrößte Stadt der Oblast Silistra. Dulowo ist das Zentrum der gleichnamigen Gemeinde Dulowo und liegt in der Süddobrudscha.

## Geschichte
Das Dorf Dulowo wurde erstmals 1573 in einem osmanischen Dokument unter dem Namen Akkadınlar erwähnt, was übersetzt „Weiße Frauen“ bedeutet (weiße Frauen/Damen; bzw. reine oder ehrliche Frauen/Damen). In der Nähe des Ortes lag das Dorf Alen Bachtscha (deutsch: berühmter Garten). Die Siedlung wurde mehrmals niedergebrannt, aber unter dem türkischen Namen Akkadınlar wieder aufgebaut. Bereits vor der Beendigung der osmanischen Herrschaft 1878, hatte die Siedlung eine gemischte Bevölkerung aus Türken und Bulgaren. Diese Bulgaren waren Siedler aus der Region um Preslaw.
Nach der Niederlage im Zweiten Balkankriege musste Bulgarien die Süddobrudscha zusammen mit dieser Region an Rumänien abtreten. Mit dem Vertrag von Craiova von 1940 fiel das Dorf wieder Bulgarien zu. 1942 erhielt es seinen jetzigen Namen Dulowo, der an die berühmte mittelalterlichen Dulo-Dynastie der Bulgaren erinnert. „-owo“ ist die slawische Endung zur Bezeichnung von Ortsnamen. 1960 wurde Dulowo zur Stadt erklärt.
In der Nähe von Dulowo liegt der Park Schaschda (bulg. Жажда) mit einem Grabhügel. Die Region wurden archäologische Spuren aus der Zeit der Besiedlung während der Antike, des Mittelalters und der osmanischen Herrschaft gefunden – Keramikscherben, Münzen, Waffen, Geräte, Gebäudefundament. In der Vergangenheit floss hier ein Fluss und es gab viele Quellen.
Am Bahnhof steht eine Statue von Winston Churchill, der hier auf seinem Weg in die Sowjetunion vorbeifuhr.

## Geografie
Die Region der Gemeinde Dulowo ist vorwiegend eben und wird von einigen trockenen Tälern unterschiedlicher Breite durchzogen, die in Nord-Süd-Richtung verlaufen. In der Dobrudscha sind die meisten Siedlungen entlang dieser Täler gebaut worden. Die Höhe über dem Meeresspiegel beträgt 150 bis 200 m.
Die Ebene der Dobrudscha nach Norden offen. Der Wind weht vorwiegend aus Süden und Südosten. Im Winter bläst ein starker, kalter Nordostwind, der Schnee mitbringt. Im Sommer gibt es oft starke, heiße Winde, die die Bodenerosion fördern.
Die jährliche Niederschlagsmenge beträgt 650 mm und liegt damit unter der durchschnittlichen Niederschlagsmenge in Bulgarien. Die Trockenheit wirkt sich nachteilig auf den Baum- und Graswuchs aus.
Das Gebiet der Gemeinde ist zu 23 % von Wald bedeckt. Es überwiegen Naturwälder mit Eichen, Zerreichen, Hainbuchen und anderen.
Bei der Wiederaufforstung der Region mit Wirtschaftswäldern und beim Aufforsten der Flächen zwischen den Dörfern wurden zusätzlich auch Nadelbäume angepflanzt.

## Wirtschaft
Das Werk „Agrokomb“ stellt Landmaschinen und Ersatzteile her, sowie in geringerem Umfang gusseiserne Röhren.

## Kultur
Das historische Museum wurde 1998 eröffnet. Es hat archäologische und ethnografische Exponate, sowie eine Abteilung zur neueren Geschichte und eine Galerie. In Dulowo gibt es die Tschitalischte „Nikola Wapzarow“ (Nikola Wapzarow). Das Stadtfest findet alljährlich im Mai statt.

## Persönlichkeiten
- Dessislawa Atanassowa (* 1978), Politikerin und Richterin